# Gabriela Orvošová
Gabriela Orvošová (28 de janeiro de 2001) é uma voleibolista profissional checa. Atua como atacante.

## Títulos
Clubes
MEVZA:
- 2019
- 2018

Campeonato República Checa:
- 2019[1]
- 2018

Copa República Checa:
- 2019, 2020

Seleção principal
Liga Europeia:
- 2019[2]
- 2018